# Acrochordonichthys chamaeleon
Acrochordonichthys chamaeleon — вид риб з роду Acrochordonichthys родини Akysidae ряду сомоподібні.

## Опис
Загальна довжина сягає 9,9 см. Голова велика, широка, сильно сплощена зверху з м'яко-похилими краями. Морда округла. Очі помірно розміру, що широко розставлені. Має 4 пари вусиків: одна пара — носові, інша, довга — на верхній губі, третя — коротка — на нижній щелепі біля рота, четверта, довга — теж на нижній щелепі на значній відстані від рота. Тулуб відносно короткий. У спинному плавці є 1 колючий і 5 м'яких променів, в анальному — 6-9 променів. Від спинного до жирового плавця проходить низький гребінь і з боків є кілька рівних рядків тупих шипиків (пухирців). У самців статевий сосочок більш гострий і ближче до анального отвору. Хвостовий плавець трохи витягнутий, розрізаний.
Загальний фон може коливатися від бежевого до коричневого, переважно темно-коричневе зі світлими плямами на спині і хвостовому стеблі. Голова вкрита щільними цятками.

## Спосіб життя
Це демерсальна риба. Зустрічається в невеликих річках зі швидкою течією та кам'янистим або піщано-кам'янистим дном. У місцях проживання багато корчів, великих валунів і органіки. Вдень ховається під корчами, каменями або під затонулими листям. Активна вночі. За характером полювання — хижаки з засідки. На здобич чатують, нерухомо лежачи на дні. Живляться донними безхребетними, переважно креветками, та мальками риб.

## Розповсюдження
Мешкає в басейні річки Капуас на заході о. Калімантан.